# 11. korpus (Pakistan)
11. korpus je operativni korpus Pakistanske kopenske vojske.

## Zgodovina
V času sovjetske okupacije Afganistana je bil korpus nastanjen na Kiberskem prelazu.
Korpus je sodeloval v kargilski vojni.

## Organizacija
- Poveljstvo
- 7. pehotna divizija
- 9. pehotna divizija
- Samostojna oklepna brigada